# Ломакін Трохим Федорович
Ломакін Трохим Федорович (2 серпня 1924 — 13 червня 1973) — радянський важкоатлет.
Олімпійський чемпіон 1952 року в категорії до 82,5 кг, срібний призер 1960 року в категорії до 90 кг.
Чемпіон світу 1957 (до 82,5 кг), 1958 (до 82,5 кг) років, срібний призер 1953 (до 82,5 кг), 1954 (до 82,5 кг) років.